# Craywick
 Craywick  là một xã ở tỉnh Nord trong vùng Hauts-de-France, Pháp.

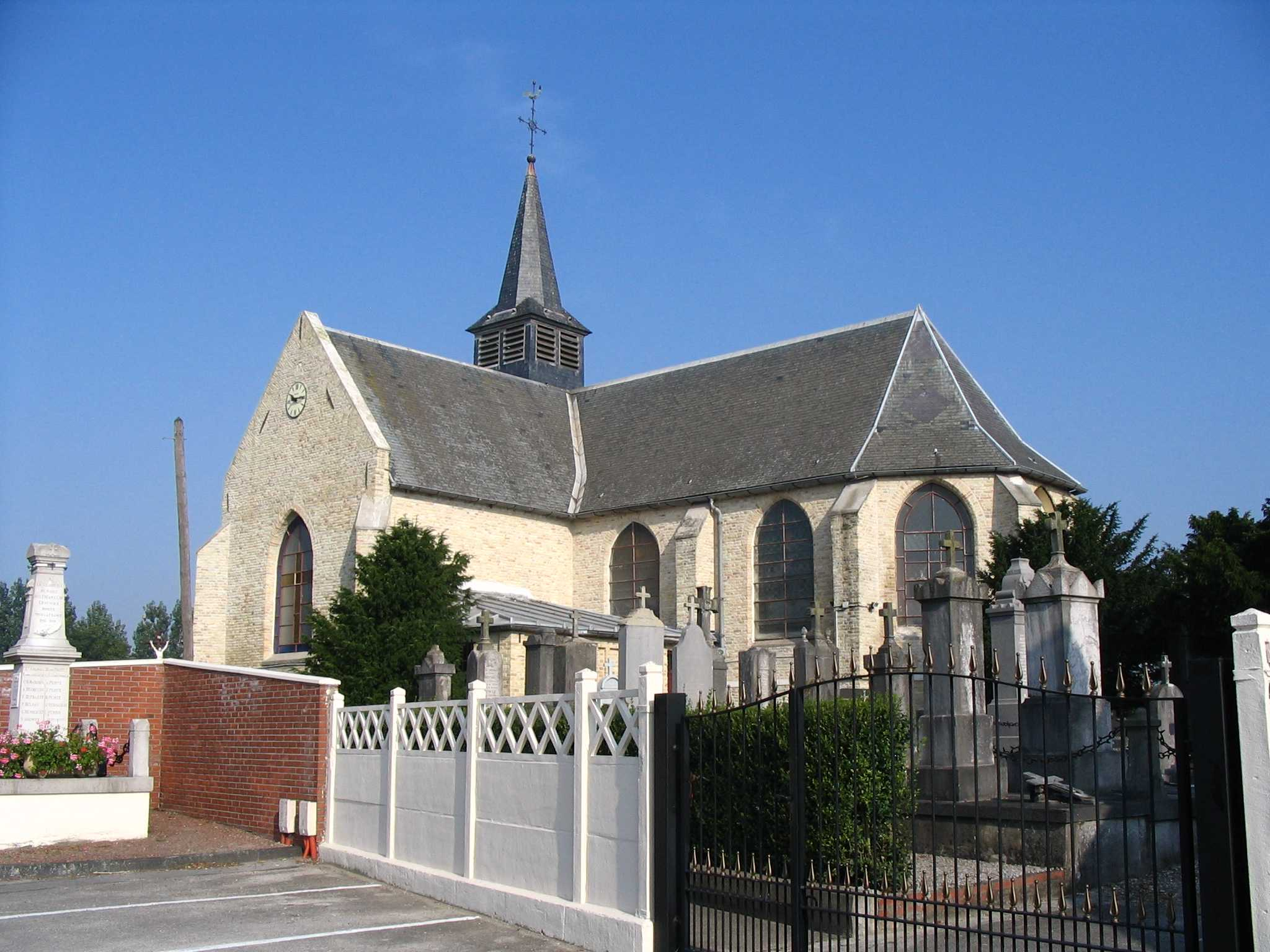
Craywick church